# Diapensiaceae
Diapensiaceae, biljna porodica u redu vrjesolike. Postoji desetak vrsta unutar nekoliko rodova koje rastu pretežno po sjevernoj polutki.

## Rodovi
1. Genus Berneuxia Decne.
2. Genus Diapensia L.
3. Genus Galax L.
4. Genus Pyxidanthera Michx.
5. Genus Schizocodon Siebold & Zucc.
6. Genus Shortia Torr. & A. Gray,  šortija